# Tobadill
Tobadill är en ort och kommun i distriktet Landeck i förbundslandet Tyrolen i Österrike.